# اروکاپتر سانکا
اروکاپتر ای‌کی۱–۳ سانکا (به انگلیسی: Aerokopter AK1-3 Sanka) یک بالگرد سبک ساخت شرکت اروکاپتر اوکراین است که در خارکیف تولید می‌شود.

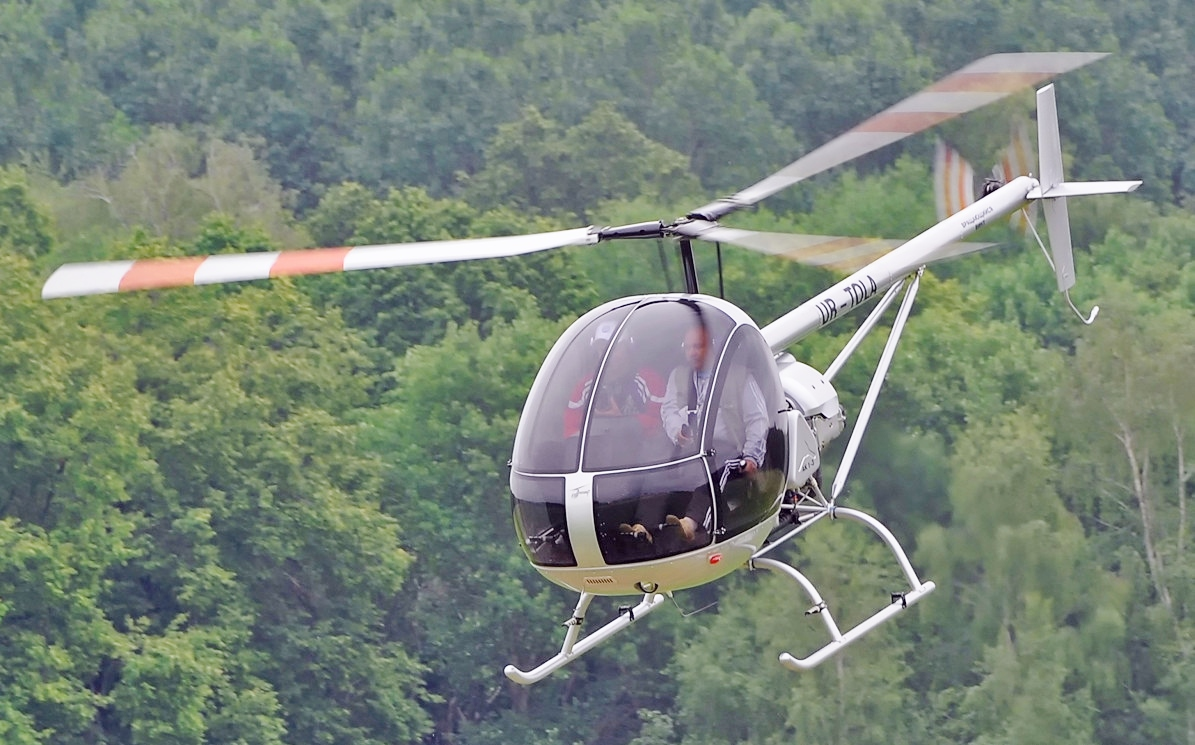
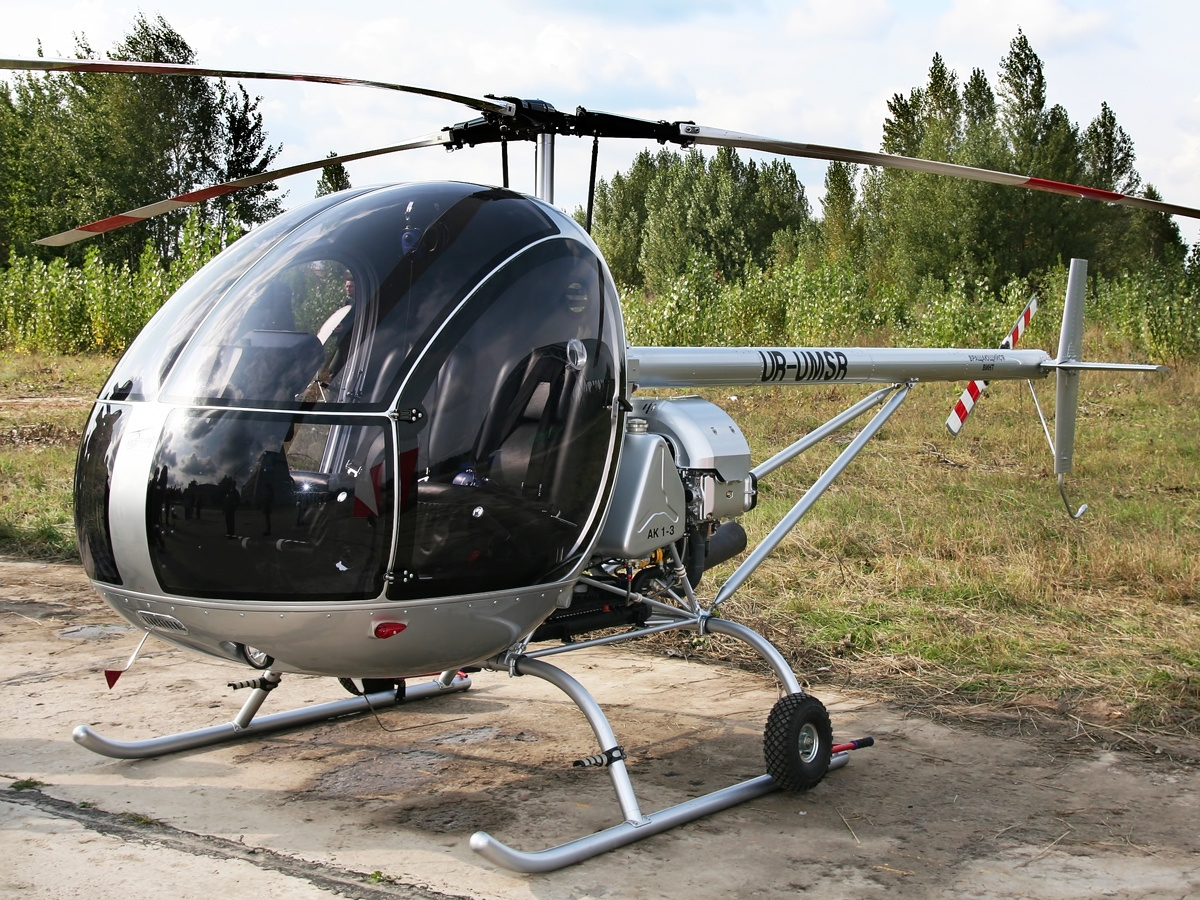

## مشخصات
داده‌ها از Bayerl and manufacturer
ویژگی‌های عمومی
- خدمه: ۱
- ظرفیت: ۱
- وزن خالی: ۳۸۰ کیلوگرم (۸۳۸ پوند)
- وزن ناخالص: ۶۵۰ کیلوگرم (۱٬۴۳۳ پوند)
- ظرفیت سوخت: ۷۵ لیتر (۱۶ گالون بریتانیایی؛ ۲۰ گالون آمریکایی)
- پیشرانه: ۱ عدد four cylinder, water-cooled, four stroke automotive engine Subaru EJ25, ۱۱۶ کیلووات (۱۵۶ اسب بخار)
- قطر روتور اصلی:  ۶٫۸۴ متر (۲۲ فوت ۵ اینچ)

عملکرد
- حداکثر سرعت: ۱۸۰ کیلومتر بر ساعت (۱۱۰ مایل بر ساعت، ۹۷ گره)
- سرعت کروز: ۱۶۰ کیلومتر بر ساعت (۹۹ مایل بر ساعت، ۸۶ گره)
- نرخ صعود: ۸ متر بر ثانیه (۱٬۶۰۰ فوت بر دقیقه)